# Emilia Alixandru
Emilia Alixandru (Bucarest, 22 gennaio 1959) è un'ex cestista rumena.

## Carriera
Con la Romania ha disputato i Campionati europei del 1985.